# Шиме Љубић
Дон Шиме Љубић (Стари Град на Хвару, 24. мај 1822 — Стари град на Хвару, 19. октобар 1896) је био жупник, хрватски археолог, историчар и биограф.

## Биографија
Студирао је теологију у Загребу а историју и славистику у Бечу. Од 1857. је гимназијски професор и неко време кустос Археолошког музеја у Сплиту а проучавања је вршио и у Млетачким архивима. Чланом новоосноване Југословенске академије постаје 1867.. Од 1871. до 1892. је управник Народног музеја у Загребу. Основао је Хрватско археолошко друштво и покренуо његово гласило "Viestnik hrvatskoga areheologičkoga družtva". Писао је радове из античке нумизматике, а 1875. делом „Опис југословенског новаца“, поставио је темељ нашој модерној нумизматици. Истакао се и као тренски археолог на праисторијским и налазиштима из доба Старог Рима, сакупљао је грађу за Народни музеј, објавио је средњовековне статуте Будве, Скрадина и Хвара, радове о односима Дубровника и Венеције, о Макантуну Доминусу, Петру Хекторовићу. Бавио се и књижевним радом. Написао је Повјесницу далматинске књижевности.

## Галерија
- Споменик
- Кућа и маузолеј Шиме Љубића у Старом Граду на Хвару
- Спомен-плоча